# 巴登諾克的約翰·科明三世
巴登諾克的約翰·科明三世（英語：John Comyn III of Badenoch，1274年—1306年2月10日）又被稱為紅色科明，是蘇格蘭男爵和大貴族。他的父親巴登諾克的約翰·科明二世是蘇格蘭王位的競爭者之一，並聲稱自己的母系血統可以追溯到蘇格蘭國王唐納德三世。他的母親奧埃莉諾·巴利奧爾是約翰一世·巴里的女兒，其兄長約翰·巴里奧後來擔任蘇格蘭國王。此外，他與英格蘭金雀花王朝也有聯繫。1290年初，他與英格蘭國王愛德華一世的叔叔威廉·狄·瓦倫斯的女兒結婚。
在第一次蘇格蘭獨立戰爭中，約翰·科明是發揮重要影響力的政治人物，並成為羅伯特·布魯斯的競爭對手。在1292年，科明和家人均支持叔叔約翰·巴里奧成為蘇格國蘭王，但後者在1296年被迫遜位。在1296年至1306年的第二次蘇格蘭王位空位期間，科明擔任其中一位攝政王，並一度指揮蘇格蘭防禦英格蘭的進攻。其後有人宣稱約翰與蘇格蘭國王大衛一世有著更多的聯繫，因此應該成為下一任蘇格蘭國王。最終科明在鄧弗里斯格雷修士教堂的祭壇前，被未來的蘇格蘭國王、王位競爭者羅伯特·布魯斯殺害。 